# Polkepsilonema firmatum
Polkepsilonema firmatum is een rondwormensoort uit de familie van de Epsilonematidae. De wetenschappelijke naam van de soort is voor het eerst geldig gepubliceerd in 1994 door Gourbault & Decraemer.